# Regina Klose
Regina Klose (* 1953) ist eine ehemalige deutsche Fußballspielerin.

## Karriere
Die Straßenfußballerin Klose gehörte der im Jahr 1971 gegründeten Frauenfußballabteilung der DJK Eintracht Erle, im gleichnamigen Gelsenkirchener Stadtteil, an. Als Mittelfeldspielerin bestritt sie von 1973 bis 1975 Punktspiele in der Bezirksliga Westfalen. Ihre Premierensaison schloss sie mit ihrer Mannschaft als Meister ab, der Titel berechtigte zur Teilnahme an der ersten vom DFB ausgerichteten Deutschen Meisterschaft. Nach den Vorrundensiegen über den Buxtehuder SV, Werder Bremen und Tennis Borussia Berlin sowie nach dem Halbfinalsieg über den SV Bubach-Calmesweiler erreichte ihre Mannschaft das Finale.
Die am 8. September 1974 im Mainzer Bruchwegstadion ausgetragene Begegnung mit dem TuS Wörrstadt unter Leitung des Bonner Schiedsrichters Walter Eschweiler wurde mit 0:4 verloren. In der Folgesaison, erneut Westfalenmeister, scheiterte sie mit ihrer Mannschaft in der Gruppe 2 der Vorrunde am späteren Deutschen Meister Bonner SC deutlich mit 0:11 nach Hin- und Rückspiel. 
Aufgrund der hohen Unterhaltungskosten, u. a. auch wegen der überregionalen Spiele, wechselte die Frauenmannschaft 1975 zum FC Schalke 04 – nicht zuletzt  auch durch tatkräftige Unterstützung des seinerzeitigen Vereinspräsidenten Günter Siebert. Vor der Männer-Bundesligabegegnung mit dem MSV Duisburg am 16. August 1975 (2. Spieltag) wurde die Frauenmannschaft zuvor im Spiel gegen den  SC 07 Bad Neuenahr den 30.000 Zuschauern vorgestellt.
Klose blieb dem Verein, für den sie über 100 Spiele bestritten hatte, bis zur Auflösung der Frauenfußballabteilung im Jahr 1987 – bedingt durch die finanzielle Situation, die durch die sportlichen Schwankungen der als Fahrstuhlmannschaft beschriebenen ersten Männermannschaft ausgelöst wurde – treu.  Während ihrer Vereinszugehörigkeit gewann sie mit der Mannschaft fünfmal die Westfalenmeisterschaft – in den jeweiligen Endrunden um die Deutsche Meisterschaft, scheiterte ihre Mannschaft jeweils fünfmal im Achtelfinale an spielstärkeren Mannschaften – und zweimal den Westfalenpokal; auch bei der Teilnahme am  DFB-Pokal-Wettbewerb ereilte die Mannschaft zweimal das Aus im Achtelfinale.

## Erfolge
- Finalist Deutsche Meisterschaft 1974
- Westfalenmeister
  - 1974, 1975 (mit der DJK Eintracht Erle),
  - 1977, 1980, 1981, 1984, 1985 (mit dem FC Schalke 04)
- Westfalenpokal-Sieger 1983, 1985 (mit dem FC Schalke 04)